# Kettingbrug (Boedapest)

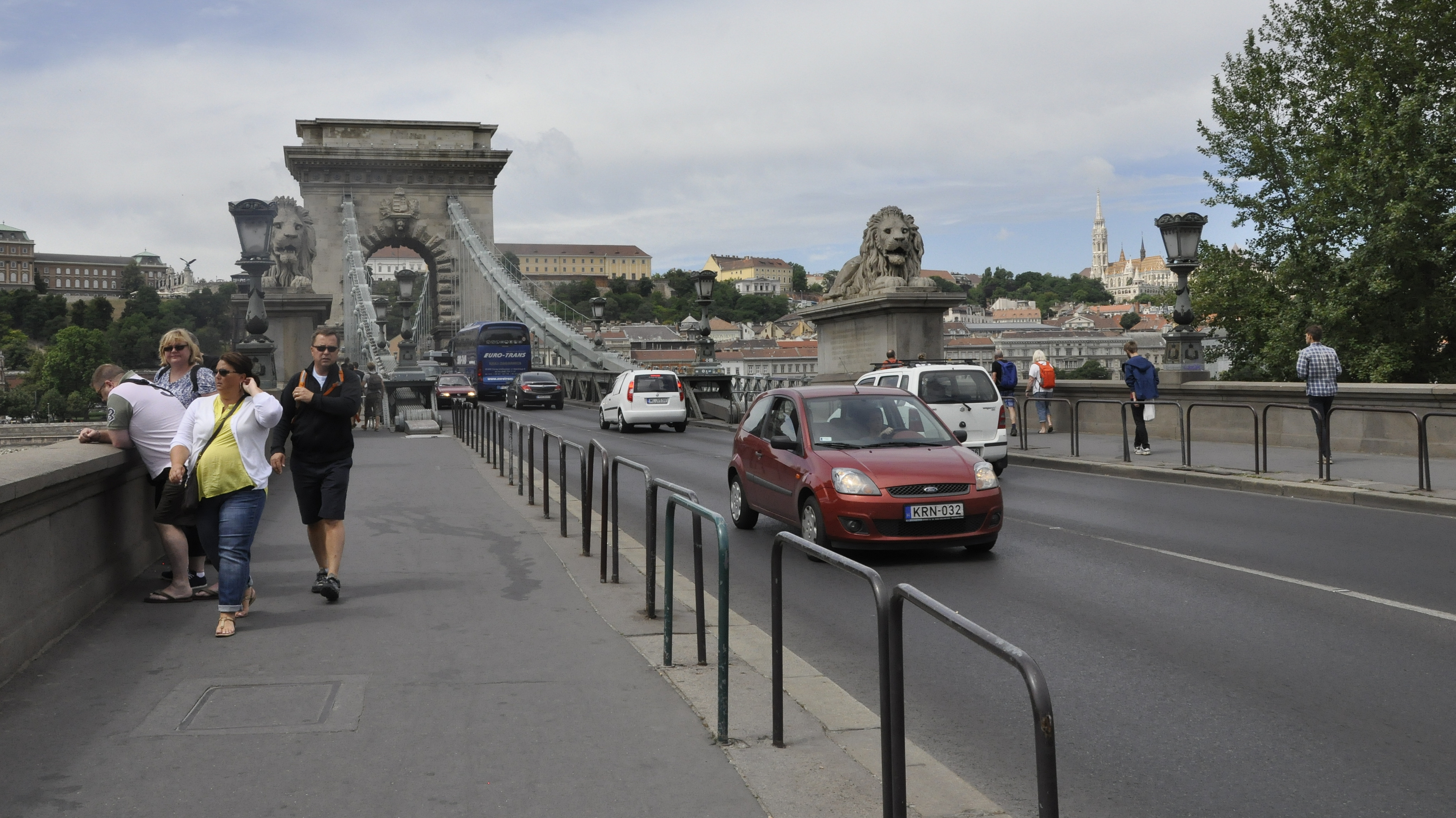
Op de brug

De Kettingbrug (Hongaars: Széchenyi-Lánchíd) is de oudste brug over de Donau in de Hongaarse hoofdstad Boedapest. Ze is de vijfde brug, als men stroomafwaarts gaat. De 330 meter lange en 15,8 meter brede brug bevindt zich tussen het Adam Clarkplein (Clark Ádám tér) in Boeda en het István Széchenyiplein (Széchenyi István tér) in Pest en dateert uit 1849. Het was destijds de eerste vaste brug over de Donau stroomafwaarts van Regensburg.
Officieel heet deze brug sinds 1899 de Széchenyi-Kettingbrug (Széchenyi-Lánchíd), naar graaf István Széchenyi, de man die het initiatief tot de bouw nam. Széchenyi, bijgenaamd de "Grootste Hongaar" nam, toen Hongarije nog onder Oostenrijk viel, veel initiatieven tot verbeteringen van de welvaart van Hongarije. Op zijn aandringen werden onder meer fabrieken, wegen, bruggen en molens aangelegd en de landbouw verbeterd.
De Kettingbrug steunt op twee pijlers, waarvoor antieke triomfbogen als voorbeelden hebben gediend. Zowel aan de Boeda als aan de Pest zijde zijn twee leeuwen van steen te vinden, ontworpen door János Marschalkó. Ze werden in 1885 geplaatst.

## Geschiedenis
De Kettingbrug werd tussen 1839 en 1849 gebouwd naar een ontwerp van de Brit William Tierney Clark. De leiding van de bouw was in handen van zijn naamgenoot Adam Clark, naar wie het plein aan de westkant van de brug genoemd is. Clark leidde ook de bouw van de tunnel onder de Burchtheuvel die in 1857 gereedkwam en die op de brug aansluit.
Nog voor de feestelijke inwijding in 1849 dreigde de nieuwe brug alweer vernield te worden. Tijdens de opstand van de Hongaren tegen het Oostenrijks bewind hadden de Oostenrijkse troepen zich in Boeda verschanst. Pest was geheel in handen van de Hongaarse opstandelingen. De Oostenrijkers hadden grote hoeveelheden kruit opgeslagen bij het bruggenhoofd op de rechter Donau-oever. Als het Oostenrijkse garnizoen in Boeda in gevaar zou geraken, diende de brug opgeblazen te worden. De Hongaarse bevelhebber dreigde ermee alle Oostenrijkse militairen in Boeda te zullen doden als ze de Kettingbrug, "dat prachtige kunstwerk", zouden opblazen. Hoewel er bij wederzijdse gevechtshandelingen ontploffingen waren, bleek de brug nog grotendeels intact toen de kruitdampen waren opgetrokken.
In januari 1945 bliezen Hitlers troepen de brug op om de opmars van de Russische troepen onder leiding van maarschalk Semjon Timosjenko te vertragen. In 1949 was ze weer in haar oorspronkelijke vorm opgebouwd. De ingebruikname vond precies honderd jaar na de inwijding plaats, op 21 november.
De brug onderging een grondige renovatie vanaf maart 2021 en werd opnieuw officieel geopend op 4 augustus 2023.

## Media
- De brug speelt een centrale rol in de Amerikaanse film I Spy, uit 2002.

- Gemeinsame Normdatei: 4590121-1
- Library of Congress Control Number: sh00006540
- Nationale Bibliotheek van Israël: 987007292870405171
- Virtual International Authority File: 240090987